# Bazzania magna
Bazzania magna là một loài Rêu trong họ Lepidoziaceae. Loài này được Horik. mô tả khoa học đầu tiên năm 1934.